# Gene Edwards

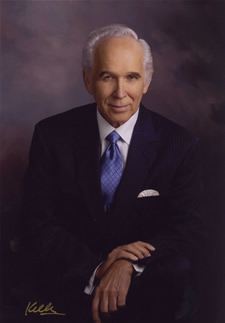
Gene Edwards

Earl Eugene „Gene“ Edwards (* 18. Juli 1932 in Commerce, Texas; † 9. Dezember 2022 in Jacksonville, Florida) war ein US-amerikanischer baptistischer Pastor, Evangelist, Hauskirchengründer, Buchautor und Redner.

## Leben
Edwards war der zweite und jüngste Sohn von J. C. Blackie Edwards, einem Ölarbeiter aus Louisiana, und Gladys Brewer Edwards, einer Lehrerin. Er verbrachte seine ersten sechs Jahre in Commerce in Texas, dann sieben Jahre in Bay City. Während seiner Grundschulzeit wurde entdeckt, dass er eine Lernbehinderung hatte, die später als Legasthenie bezeichnet wurde. Ein Jahr besuchte er die San Marcos Baptist Academy, dann besuchte er 1947 bis 1951 an der East Texas State University das College. 1949 wandte er sich durch eine Glaubensbekehrung Christus zu. 1951–1954 studierte er am Southwestern Baptist Theological Seminary in Fort Worth, um Pastor zu werden. 1952 studierte er für ein Jahr am Internationalen Baptistenseminar in Rüschlikon bei Zürich (heute: IBTS in Prag), wo er sich besonders Orte der Täufer anschaute und sich in deren Geschichte vertiefte. 1953 heiratete er Helen Rogers, eine Sekretärin einer Baptistenkirche aus Nashville, Tennessee. Die Zeremonie wurde von Frank Laubach durchgeführt und auf NBC ausgestrahlt mit dem Titel Braut und Bräutigam.
Edwards war von 1954 bis 1956 Pastor in der England Grove Baptist Church in Commerce und 1957–1958 in der Tabernacle Baptist Church in Pickton, Texas. 1962 veröffentlichte er erste Bücher über die persönliche Evangelisation, das Gewinnen von Seelen. In Tyler las er mit einer kleinen Gruppe das Buch Der normale Christ von Watchman Nee, das ihn tief berührte und prägte. Er begann, die frühe Kirchengeschichte zu studieren und Menschen, die Nee gekannt hatten, zu suchen. Bei einer Konferenz in Louisville in Kentucky bekam er die Infektionskrankheit Histoplasmose, an der er seither litt.
1965 zog Edwards mit seiner Familie nach Los Angeles, wo er zehn Jahre als Lehrer an einem Gymnasium arbeitete. Er begann in dieser Zeit Bücher über das geistliche Leben und die christliche Gemeinschaft zu schreiben. Seine ersten Bücher und Kassetten wurden von seinen eigenen Verlag, dem Christian Books Publishing House, später SeedSowers, publiziert. Er veröffentlichte auch Werke über die katholischen Mystiker Madame Guyon, François Fénelon, Miguel de Molinos und Bruder Lorenz. 1991 gab der Verlag Tyndale Publishers mehrere Bücher von Edwards heraus, wodurch er international bekannt wurde. Vom Buch A Tale of Three Kings (in Deutsch: Der Stoff, aus dem die Könige sind) wurden über eine halbe Million Exemplare verkauft, es wurde von vielen amerikanischen Literaturstudenten gelesen.
Aufgrund seiner Studien begann er in den Siebzigerjahren Hauskirchen zu propagieren, damit die urchristlichen geistlichen Praktiken wie die Lectio divina wieder bei den Treffen in den Häusern ausgeübt würden und alle Christen beteiligt und auch mitverantwortlich wären. Er plädierte auch für eine organische Führungskultur und hohe Mitbeteiligung, die bereits der Apostel Paulus bei seinen Gemeindegründungen angewendet habe, indem er oft nach kurzer Zeit weitergezogen sei und Raum für die Christen vor Ort geschaffen habe.
Edwards lebte mit seiner Frau in Florida.

## Kritik
Edwards als Person, sein Hauskirchenmodell und dessen praktische Umsetzung waren teilweise umstritten. Kritiker bemängelten, dass er autoritär, elitär und unehrlich gewesen sei, was seinen ursprünglichen Erkenntnissen und Absichten widerspreche und ihn daher unglaubwürdig gemacht habe.

## Schriften
Edwards verfasste 164 Artikel und 30 Bücher, wovon zwölf zu Bestsellern und in verschiedene Sprachen übersetzt wurden. Ins Deutsche wurden folgende Werke übersetzt:
- Der Stoff, aus dem die Könige sind. Über Macht, Ohnmacht und Vollmacht, Leuchter, Erzhausen 1998 und 2000, ISBN 978-3-87482-210-7 (Neue Auflage: ASAPH 2010, ISBN 978-3-940188-39-7; Originaltitel: A Tale of Three Kings. A study in brokenness, 1992).
- Der Gefangene in Zelle 3. Johannes – ein Prophet, der seinen Gott nicht mehr versteht oder Vom Leiden angesichts eines liebenden und allmächtigen Gottes. Leuchter, Erzhausen 2001, ISBN 978-3-87482-222-0 (Originaltitel: The Prisoner In The Third Cell).
- Gottes Liebesgeschichte, Leuchter, Erzhausen 2005, ISBN 978-3-87482-239-8 (Originaltitel: The Divine Romance, 1993).
- Leben in Gottes Gegenwart, Teamwork 2005, ISBN 978-3-936811-07-0.
- Am Tag meiner Kreuzigung, erzählt von Jesus Christus, Books on Demand, Norderstedt 2021, ISBN 978-3-7534-7157-0.